# Jessenitz-Werk
Jessenitz-Werk ist ein Ortsteil der Landstadt Lübtheen im Landkreis Ludwigslust-Parchim in Mecklenburg-Vorpommern. Der Ortsteil gehört zum Stadtbezirk Lübtheen.

## Geografie und Verkehrsanbindung
Jessenitz-Werk liegt südöstlich der Kernstadt von Lübtheen. Unweit westlich verläuft die Landesstraße L 06 und südwestlich die L 061. Die Landesgrenze zu Niedersachsen verläuft 6 km entfernt westlich.

## Geschichte

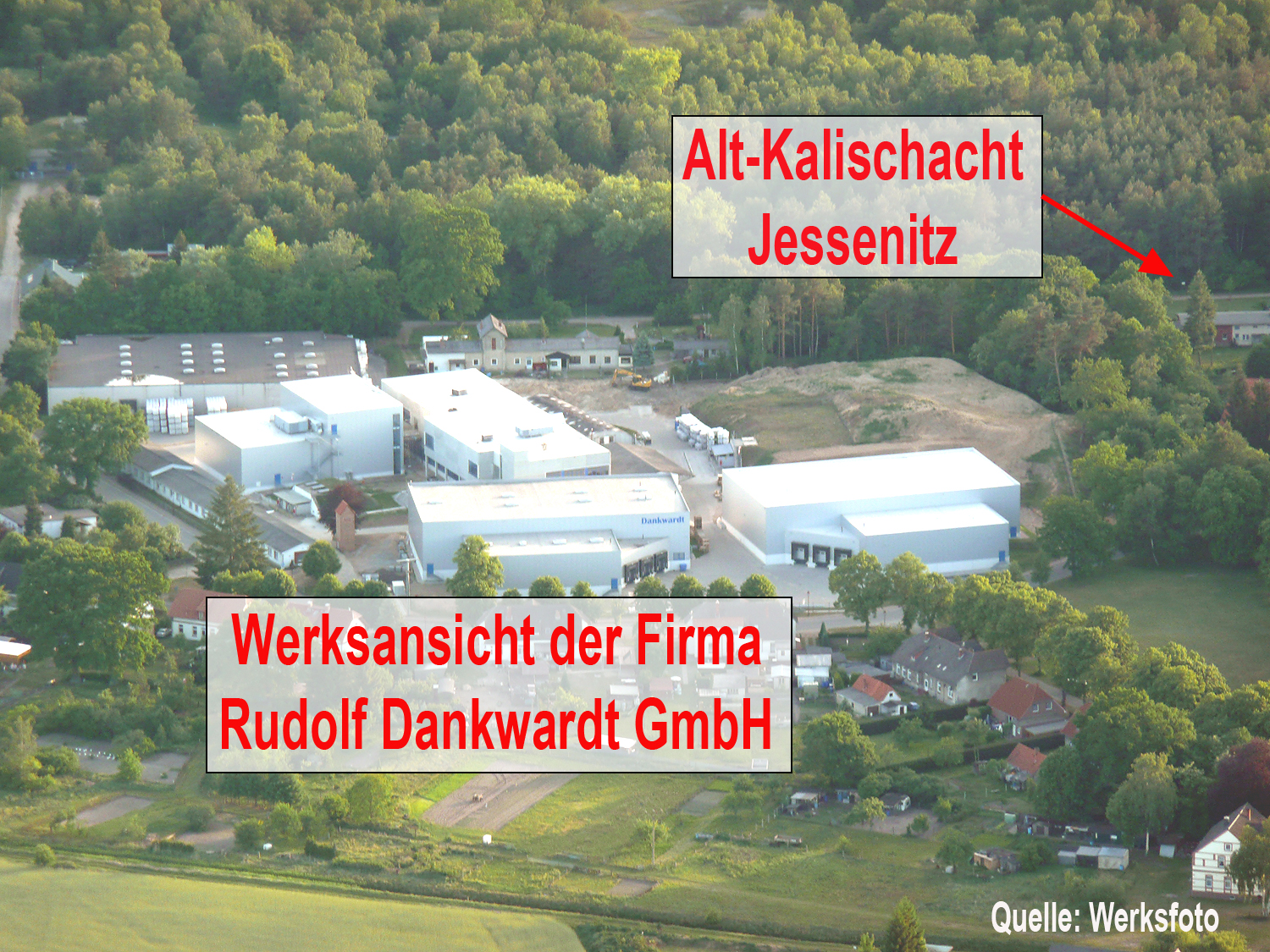

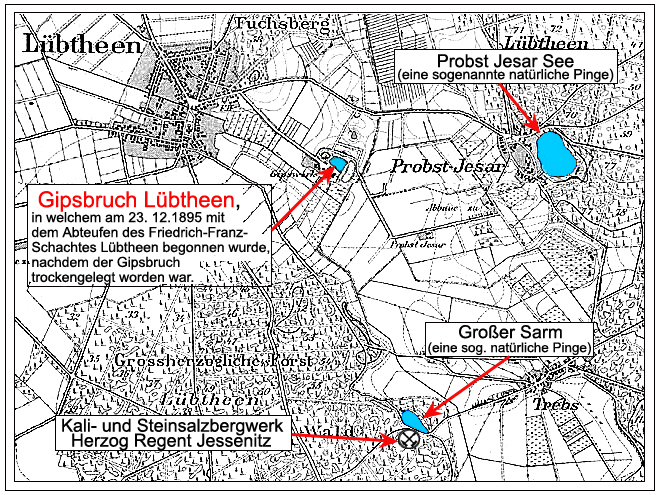
Pingen um Jessenitz

In Jessenitz wurde wie in Lübtheen vor dem Ersten Weltkrieg durch das Kali- und Steinsalzbergwerk Jessenitz Salz und Kali gefördert, bis das Absaufen des Schachts den Abbau unmöglich machte. Zahlreiche Pingen prägen die Umgebung, die größten sind der Probst Jesar See und in unmittelbarer Nähe der Große Sarm. Seit der Wende prägt die Rudolf Dankwardt GmbH aus Norderstedt den Ortsteil. Sie stellt Produkte für die Kosmetikindustrie her bzw. füllt diese ab.
Aufgrund des großflächigen Waldbrandes, der am 30. Juni 2019 auf dem ehemaligen Truppenübungsplatz Lübtheen ausbrach, wurde der Ort am Morgen des 1. Juli evakuiert. Am 3. Juli 2019 konnten die 210 Einwohner wieder zurück in ihre Häuser bzw. Wohnungen.

## Baudenkmale
In der Liste der Baudenkmale in Lübtheen sind für Jessenitz-Werk vier Baudenkmale aufgeführt:
- Siedlungshäuser des Marinearsenals (Fritz-Reuter-Straße 1/3/5/7/9/11/13/15/17/19)
- Siedlung (Fritz-Reuter-Straße 2/4/6/8/10/12)
- Siedlungshäuser des Marinearsenals (Parkstraße 1–6)
- Siedlungshäuser des Marinearsenals (Sandstraße 1–6)